# 国鉄オハ31系客車
国鉄オハ31系客車（こくてつオハ31けいきゃくしゃ）は、日本国有鉄道の前身である鉄道省が1927年（昭和2年）から導入した、国鉄で初の鋼製車体をもつ客車の形式群。なお、この名称は鉄道省や国鉄が定めた制式の系列呼称ではなく、1927年（昭和2年）より製造されたオハ44400形（のちのオハ32000形→オハ31形）と同様の車体構造を持つ客車を総称する、趣味的・便宜的な呼称である。

## 概要
1926年（大正15年）9月23日、山陽本線安芸中野 - 海田市間で、折からの雨が原因で築堤が崩れて特急列車が脱線転覆し、34名が死亡する大事故が発生した（山陽本線特急列車脱線事故参照）。事故の被害が拡大した原因の一つが木造客車の脆弱性にあると考えられたため、鉄道省は翌年度から木造客車の製造を中止して鋼製客車の製造に切り替えることとして本系列が設計されたとも言われるが、鉄道省工作局の朝倉希一によると「（世界的に鋼製が主流になり、我が国の電鉄会社でも採用した所もあったので）そこで大正13年、私が車両課長となると、鋼製車に経験のある日本車輛会社や川崎車輛会社の意見を聞いて鋼製車を設計し、大正15年から実施した。」とのことで、この事故の前から計画があったとしている。
いずれにせよ1927年（昭和2年）3月に先行試作車4両（オハ31形2両とオロ30形2両）が竣工し、同年8月に量産車の第一陣が竣工した。
なお製造当初、「鋼製客車と木造客車を併結すると事故時に鋼製車は助かっても木造車の被害が逆に拡大するのではないか」という懸念から鋼製車は鋼製車のみで編成を組むべきではないかという意見もあったが、後に木造車は木造車と衝突するより鋼製車と衝突した方が安全であると実際の事故で立証され、杞憂に終わった。

## 車体
素材こそ鋼製に変わったものの、車体構造は木造制式客車の最終形であるナハ23800形などとほとんど変わらなかった。
つまり、魚腹式の強固な台枠を備え、その上に鋼材による柱や梁を組立てて、そこに外板をリベットを用いて打ち付ける、という従来通りの構造設計が採られており、当初は重いアンチクライマーが車端部に取り付けられるなど、自重軽減に配慮した形跡は見られない。
これについて朝倉希一は「移行を容易にするため、初めは柱を形鋼とし、屋根も従来のままとした。」としており、それでも外皮が鋼板だと外気温や日射の影響を受けることが多いので、木造時代とは異なり、内側に熱断熱材として馬毛フェルトを使用するなどの差異はあった。
車体長は2軸ボギー車は17 m、優等車を中心とする3軸ボギー車は20 mで、台枠は原則的には17 m級の一般型がナハ23800形のUF15の設計を継承するUF17、荷物車用がUF18形、20 m級の一般型がUF44形、荷物車用がUF46形で、いずれも台車中心間の中梁が大きく膨らんだ魚腹台枠となっている。

## 主要機器

### 台車
台車は木造車時代以来の明治45年型を基本とするTR11 - TR13形（2軸ボギー台車）およびTR71形・72形（3軸ボギー台車）で、いずれも本来は船舶用として八幡製鉄所が製造供給していた球山形鋼（バルブアングル）を側枠に使用する、イコライザー式台車である。なお、汎用2軸ボギーのTR11形と合造車用2軸ボギーのTR12形、同じく優等車用3軸ボギーのTR71形と荷物車用3軸ボギーのTR72形は基本的にはそれぞれ同一設計で、TR12形・TR72形では輪軸が10 t長軸からより高強度の12 t長軸に変更されている。さらに、荷物車用2軸ボギーのTR13形では12 t長軸を用いるTR12形を基本としつつ、側梁の補強やつりあいバネの強化などによって大荷重に耐えられるよう設計変更がなされている。

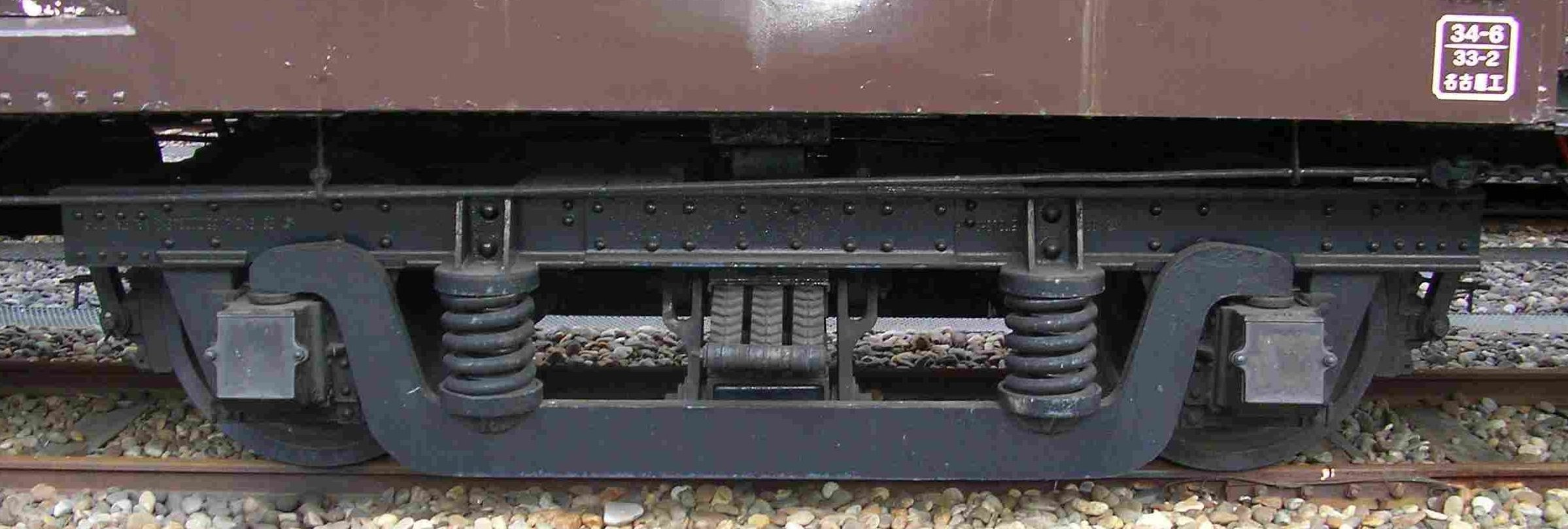
TR13形台車 旅客車用のTR11形と比較して左右の釣り合いばねが強化されて直径が太くなり、側梁中央のトランサム接合部に補強板が貼付されている。
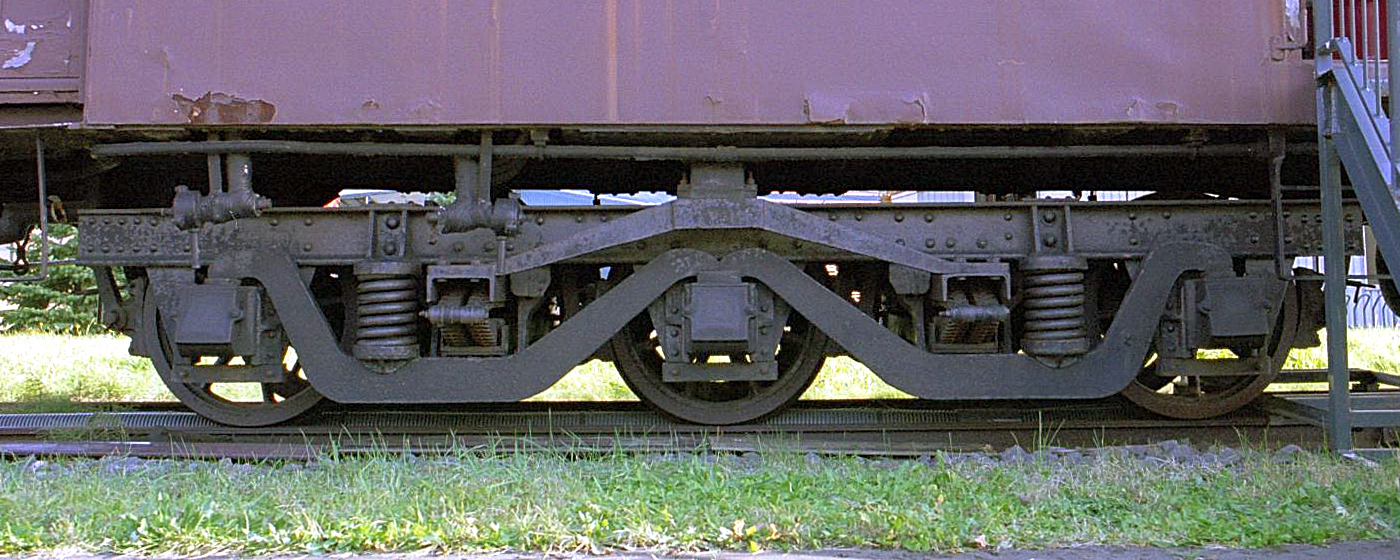
TR71形台車 側受を受けるへの字形をした細身のアーチバーと、左のTR13形と異なり側枠中央に補強板がないことから、本来は旅客車用として新造されたものであることが判る。
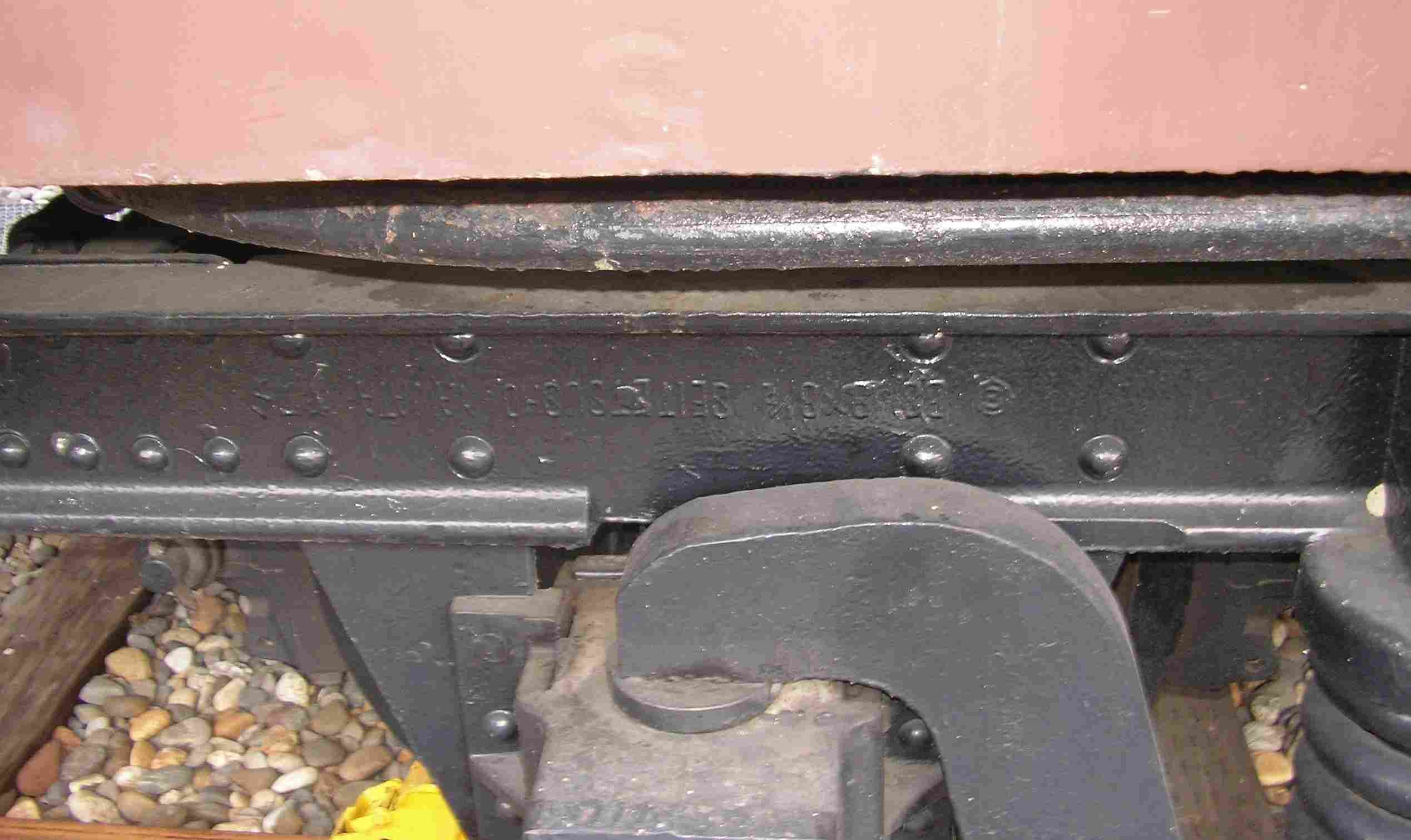
TR13形台車側枠の車軸真上部分 八幡製鉄所製の球山型鋼が逆さに使われ、部分的に削られている。

### ブレーキ
自動空気ブレーキ装置は当初、ウェスティングハウス・エア・ブレーキ (WABCO) 社の設計によるP弁を使用するPF・PMブレーキ装置であったが、量産中にブレーキ弁が変更されており、日本エヤーブレーキ社の手によって1928年（昭和3年）に開発・実用化されたA動作弁を使用するAVブレーキ装置が1929年度分より制式採用され、P弁を搭載する在来車についてもこの新型ブレーキへの換装を実施して階段緩め機能の付加など、保安性の向上が実現している。これも特急列車脱線事故の残した影響の一つであった。

## 形式
「⇒」の左に1928年称号改正前の形式、カッコ内に1941年称号改正後の形式を示す。
黒字の車両名は車体長17 m級の車両、緑字の車両名は車体長20 m級の車両である。ただし、振り替えなどによってオハ31系オリジナルの車体でない車両は除く。

### 三等車

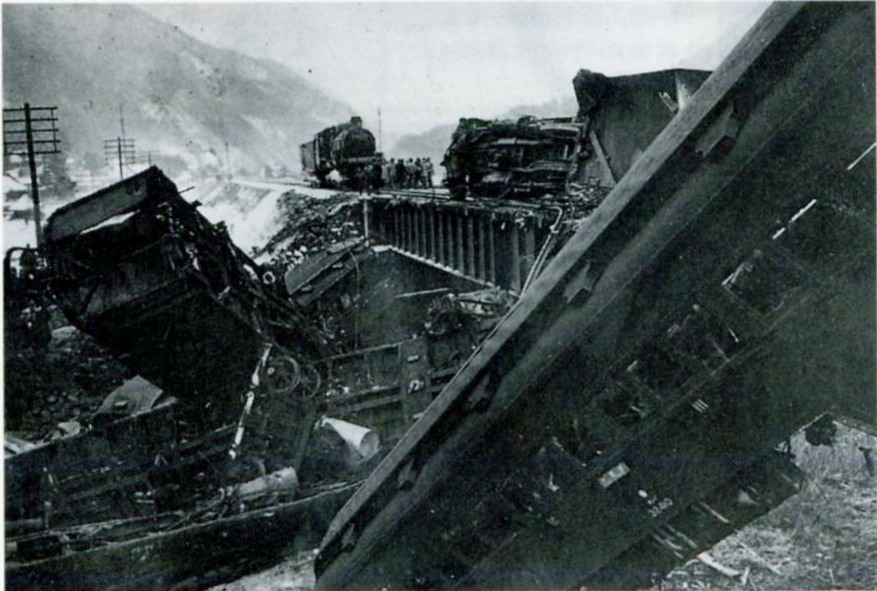
1931年1月12日、山陽本線河内駅付近で脱線したオハ32410(右端)
山陽線急行列車脱線転落事故を参照

- オハ44400形⇒オハ32000形（オハ31形）
- :1927年から1929年（昭和4年）にかけて512両が製造された、オハ31系の基本となる三等座席車である。木製のナハ23800形を鋼製とした構造であった。新製当初はオハ44400形と呼称したが、増備途中の1928年10月に車両称号規程の改正でオハ32000形に改称された。さらに1941年（昭和16年）10月の称号改正でオハ31形に改称されたが改称前に2両が事故廃車になっており、その分を詰めて原番号順にオハ31 1 - 510と付番された。1966年（昭和41年）12月にオハ31 245（静シミ）の廃車で形式消滅となった。

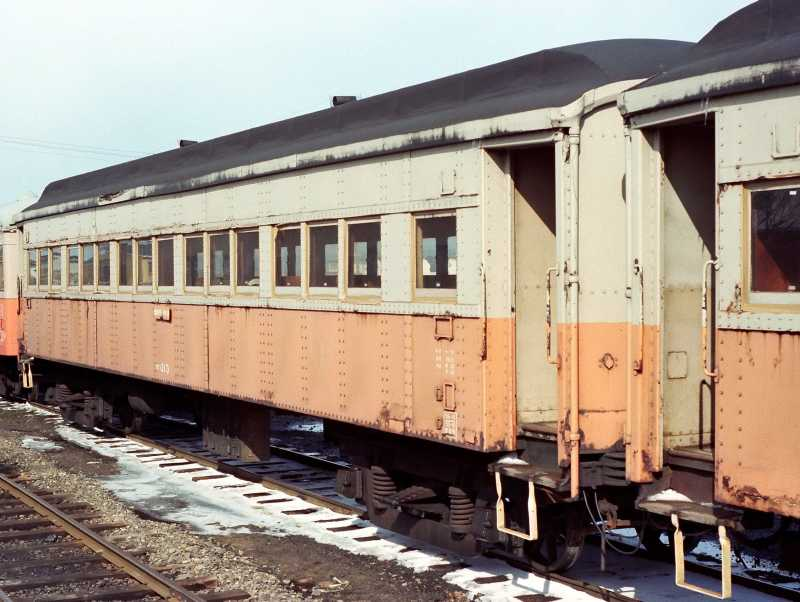
津軽鉄道に譲渡されたもの。同社番号オハ31 3（1983年）

- オハフ45500形⇒オハフ34000形（オハフ30形）
- :オハ32000形と対をなす緩急車。1927年から1929年にかけて165両が製造された。木製のナハフ25000形を鋼製とした構造であった。座席定員は72名。新製当初はオハフ45500形と呼称した。増備途中の1928年に車両称号規程の改正でオハフ34000形に改称された。1941年の称号改正でオハフ30形に改称されたがこちらも改称前に2両が事故廃車になっており、その分を詰めて原番号順にオハフ30 1 - 163と付番された。1966年12月にオハフ30 125（盛アオ）の廃車で形式消滅となった。

### 二等車
- オロ41700形⇒オロ30600形（オロ30形）
- :1927年にオハ31形グループの先行試作車として2両製造。新製当初はオロ41700形と呼称されていたが、1928年の形式称号の改正によりオロ30600形に改称された。さらに1941年の称号改正により順番にオロ30 1・2と付番された。中・短距離用二等車として使用するため座席はボックスシートとなっていた。このため、窓も2枚一組として窓割りが決められていた。しかし、長距離を走るには支障があるため、量産車は改良型のオロ31形となった。1961年（昭和36年）に、1がオハ27 151に格下げされ、2が廃車されて形式消滅した。
- オロ41700形⇒オロ30600形（オロ31形）
- :オロ30形の改良型として1927年から1929年にかけて144両が製造された。客室設備以外はオロ30形とほとんど同じであるため、新製当初はオロ30形の続番としてオロ41702からの付番となり、増備途中の1928年の形式称号の改正でも続番のオロ30602からの付番となった。その後の1941年の称号改正では客室設備が違うためか新しくオロ31 1 - 144と付番された。改良点としては急行列車への使用を考慮して主に座席を転換式クロスシートとし、窓割りを等間隔にしたことなどがあげられる。戦災で19両が廃車され、戦後に2両がオハ31形550番台に、67両がオハ27形へそれぞれ格下げ、1両がコヤ90 1に改造され、残りは1962年（昭和37年）2月に全車廃車された。

### 二・三等合造車
- オロハ42350形⇒オロハ31300形（オロハ30形）
- :1928年に30両が製造された二・三等合造車。1929年に18両が追加製造され計48両となる。新製時はオロハ42350形と呼称されていたが、増備途中の1928年の形式称号の改正によりオロハ31300形に改称された。さらに1941年の称号改正で原番号順にオロハ30 1 - 48と付番された。戦災や事故で4両が廃車された。その後、29両がオハ26形へ格下げ、1両がオヤ30 1に改造され、残りは1961年10月に全車廃車された。

### 寝台車
- マイネ48120形⇒マイネ37100形（マイネ37形）
- :1928年に鉄道省大宮、大井の両工場で8両製造された。木製一等寝台車の車内構成を踏襲し区分室寝台（2人用4室、4人用3室）と喫煙室、給仕室、便所が設けられたが、洗面所は寝室内に個別に洗面台が設けてあるため設置されなかった。落成当初はマイネ48120形と称したが、1928年10月の称号改正でマイネ37100形に改称され、さらに1941年の称号改正で原番号順にマイネ371 - 8と付番された。東海道・山陽本線の各等急行第7・8列車（東京 - 下関間）および東北・常磐線の急行第201・202列車（上野 - 青森間）で使用されたが、1934年（昭和9年）12月のダイヤ改正で1等車の連結が東海道・山陽本線に限られることとなったため、東北・常磐線での運用が中止となった。1944年（昭和19年）4月、戦局の悪化に伴い使用停止となり、戦時三等車への格下げ改造の対象となったが、2両（2・4）がマハ37形に改造されたのみで残りは原形を維持したまま休車状態で終戦を迎えた。戦後進駐軍に接収され特別軍用車両として東京 - 佐世保間の第1005・1006列車で使用された。1952年（昭和27年）に進駐軍より国鉄へ返還され、1953年（昭和28年）6月の称号改正でマイネ29形に改称され、1955年（昭和30年）7月の等級制改正でマロネ48形に改称されたが、1962年までに全車廃車となった。
- :マハ37形の詳細は#戦時改造車のマハ37形の項目参照。
- マイネフ48260形⇒マイネフ37200形（マイネフ37形）
1928年に鉄道省大井工場で4両製造された。木製一等寝台車の車内構成を踏襲し区分室寝台（2人用5室、4人用2室）と喫煙室、給仕室、便所および車掌室が設けられたが、洗面所は寝室内に個別に洗面台が設けてあるため設置されなかった。落成当初はマイネフ48260形と称したが、1928年10月の称号改正でマイネフ37200形に改称された。東海道・山陽本線の各等急行第7・8列車（東京 - 下関間）で使用された。1934年9月21日の室戸台風で東海道本線の瀬田川橋梁上において走行中の9両の客車が転覆し（瀬田川事故）、そのうちの1両であるマイネフ37200が大破し復旧困難であったことから翌1935年（昭和10年）5月に廃車となった。なお、同車の廃車体を流用して、1937年（昭和12年）3月に試験車マヤ39900形が製造された。1941年の称号改正では残った3両が原番号順にマイネフ37形に改称された。1944年4月に戦局の悪化に伴い使用停止となり、戦時三等車への格下げ改造の対象となったが、改造は行われず全車休車状態で終戦を迎えた。戦後進駐軍に接収され特別軍用車両として東京 - 佐世保間の第1001・1002列車で使用された。講和条約発効後の1952年に進駐軍より国鉄に返還され、1953年の称号改正でマイネフ29形に改称され、1955年7月の等級制改正でマロネフ48形に改称されたが、1960年（昭和35年）までに全車廃車となった。
- マロネ48500形⇒マロネ37300形（マロネ37形）
- :1928年に鉄道省大宮、大井の両工場と日本車輌、川崎造船所で合計43両が製造された。木製二等寝台車の車内構成を踏襲し長手座席（ロングシート）の二等開放寝台14組（ツーリスト式寝台、定員28名）と喫煙室、給仕室、洗面所、便所がそれぞれ設けられた。当初はマロネ48500形として33両が製造され、1928年10月の称号改正でマロネ37300形に改称後、10両が追加製造されて43両が出揃った。水タンクは前期車は製造当初は屋上に設置されたが、ブレーキ装置を換装した際に床下にU字断面の水タンクが設置された。また、増備車は製造当初から床下に蒲鉾形断面の水タンクが設置された。四国以外の全国に配置され、主要幹線で長距離列車に連結された。瀬田川事故に遭遇したマロネ37313が1935年5月にいったん廃車となったが、1936年（昭和11年）3月に復旧され車籍復活した。1941年の称号改正で原番号順にマロネ37形（1次形・1 - 33、2次形・34 - 43）と改称された。1944年4月に戦局の悪化により寝台車の使用が停止され、7月より全車戦時三等車マハ47形への改造が計画されたが、本形式は35両が改造され、8両（1次形は7・19・26・28・31・32の7両、2次形は33の1両）はマロネ37形のまま残された。戦後、寝台車としての設備を維持していたこれら8両は全て進駐軍に接収されたが、1952年までに接収解除された。1953年の称号改正でマロネ29形（0番台）に改称された。その後、1962年9月までに全車廃車となり形式消滅となった。
- マロネフ48580形⇒マロネフ37500形（マロネフ37形）
- :1928年に鉄道省大宮、大井の両工場と日本車輌で合計23両が製造された。木製二等寝台緩急車の車内構成を踏襲し長手座席（ロングシート）の二等開放寝台12組（ツーリスト式寝台、定員24名）と喫煙室、給仕室、洗面所、便所および車掌室がそれぞれ設けられた。当初はマロネフ48580形として6両が製造され、1928年10月の称号改正でマロネフ37500形に改称後、17両が追加製造されて23両が出揃った。東鉄局、大鉄局、門鉄局に配属され主要幹線で長距離列車に連結された。1941年の称号改正で原番号順にマロネフ37 1 - 23と付番された。1944年4月に戦局の悪化により寝台車の使用が停止され、7月より全車戦時三等車マハ47形への改造が計画され、本形式は18両が改造され、残り5両はマロネフ37形のまま残されたが、1両は1945年（昭和20年）に事故廃車となった。戦後、寝台車としての設備を維持していた4両（マロネフ37 7・21・22・23）は全て進駐軍に接収されたが、1952年までに接収解除された。1953年の称号改正でマロネフ29形（0番台）に改称された。その後、1963年（昭和38年）2月までに全車廃車となり形式消滅となった。

### 食堂車
- スシ48670形⇒スシ37700形（スシ37形）
- :1928・29年に39両を日本車輌・川崎車輌で製造。増備途中の1928年に形式称号改正によりスシ37700形に改称された（番号37700 - 37738）。
- :基本配置などは前年に竣工したオシ27730形と同じで、全車UF46形魚腹台枠とTR71形台車を装備した。
- :火災事故で車体を全焼し、別形式で復旧された37728号（後述）を除く38両は1941年の形式称号改正で原番号順にスシ37形 (1 - 38) に称号を改めたが、1944年4月の食堂車連結廃止措置に伴って用途を失い、12を除いた全車が三等車マハ47形（161 - 171・173 - 198）に改造された。12もマハ47 172へ改造される予定だったが改造前に終戦となり、進駐軍に接収されると同時にスイネ39 1に改造された。
- :一方、火災事故に遭ったスシ37728号は1935年、鷹取工場で丸屋根・全溶接車体に載せ換えられ、スシ37800形37818号として再生した。
- :同車は他の37800形各車とは異なり、当時製造されていたスシ37850形と同様の、食堂の側窓が1200mmの広幅窓を採用したが、足回りは種車の魚腹台枠のUF46・TR71形台車のままだったため、外観上も異彩を放っていた。
- :車内は食堂内部の二連窓を一体の内窓枠で囲み、吹寄と幕板にベニヤ板を張って壁紙張り仕上げとし、窓上にチーク材彫刻のクシ形の飾り模様を取り付け、吹寄せと幕板は壁紙張り仕上げに替えて、乾燥すると荒肌面仕上となる特殊な塗料で塗装された。また、窓まわりをベニヤ板一枚張りとして、窓上のクシ形模様中央から天井に伸びる控え[注釈 6]を取り払い、よりすっきりした食堂内部に仕上げられた。
- :本車は1941年にスシ37形 (76) に形式改正され、戦時中にスハシ48形に改造されるが、戦後に復元された。1953年の形式称号改正でスシ28形 (151) に改められたが、魚腹台枠ゆえか冷房化されることなく、1964年（昭和39年）に廃車された。

### 郵便・荷物車
- オハニ47200形⇒オハニ35500形（オハニ30形）
- :1928年に64両が製造された三等荷物合造車。新製当初はオハニ47200形と呼称されたが、1928年の形式称号の改正によりオハニ35500形に改称された。さらに1941年の称号改正で原番号順にオハニ30形 (1 - 64) に改番された。戦災で8両が廃車された。その後6両がスエ30形へ改造されて数を減らしたものの長く使用され、1967年（昭和42年）に全車廃車された。
- スニ47800形⇒スニ36500形（スニ30形）
- :1927年から1931年（昭和6年）にかけて84両が製造された荷物車で、荷重は10トン。新製当初はスニ47800形と呼称されたが、1928年の形式称号の改正によりスニ36500形に改称された。さらに1941年の称号改正により原番号順にスニ30形 (1 - 84) に改番された。戦災や事故で11両が廃車された。25両がスエ30形に、1両がオル30形へそれぞれ改造され、残りは1965年（昭和40年）までに全車廃車された。
- スニ36650形（スニ30形）
- :1932年（昭和7年）に25両が製造された荷物車。窓の上下寸法が拡大されているが、それ以外はスニ36500形とほぼ同じ。新製当初はスニ36650形だったが、1941年の称号改正ではスニ36500形と荷重が同じであるため、スニ36500形の続番として原番号順にスニ30 85 - 108と付番された[注釈 7]。それ以降は1 - 84と混用され、戦災や事故で4両が廃車された。9両がスエ30形に、1両がオル30形へそれぞれ改造され、残りは1965年までに全車廃車された。
- カニ49900形⇒カニ39500形（カニ37形）
- :1927年に5両が製造された荷物車で、荷重は14トン。車体形状は大型木造車の外板を鋼製化した構造で、台車はTR72を履く。新製当初はカニ49900形と呼称されたが、1928年の形式称号の改正でカニ39500形に改称された。さらに1941年の称号改正で原番号順にカニ37形 (1 - 5) に改称された。戦災で2両が廃車された。残りの3両は1953年の形式称号改正でカニ29形（0番台 1 - 3）に改番され、1962年に全車廃車された。
- カニ39550形（カニ37形）
- :1930年（昭和5年）に6両が製造された荷物車。窓の上下寸法が拡大され、台車がTR75となっているが、それ以外はカニ39500形とほぼ同じ。新製当初はカニ39550形と呼称されたが、1941年の称号改正では、カニ39500形と荷重が同じであるため、カニ39500形の続番として原番号順にカニ37 6 - 11に改称された。戦後、1953年の形式称号改正でカニ29形（10番台 11 - 16）に改番された。スエ38形へ4両が改造され、残りは14が1959年（昭和34年）に、15が1960年にそれぞれ廃車されて形式消滅した。
- スユフ47500形⇒スユ36000形（スユ30形）
- :1927年に30両が製造された郵便車で、荷重は9トン。新製当初はスユフ47500形と呼称されていたが、1928年の形式称号の改正でスユ36000形に改称された。さらに1941年の称号改正で原番号順にスユ30形 (1 - 30) に改称された。戦災や事故により4両が廃車された。13両がオル30形、5両がスエ30形、1両がスニ30形、2両がスユニ30形へそれぞれ改造され、残りは1966年に全車廃車された。
- スユニ47600形⇒スユニ36200形（スユニ30形）
- :1927年に15両が製造された郵便荷物車。新製当初はスユニ47500形と呼称されていたが、1928年の形式称号の改正でスユ36200形に改称された。その翌年に5両が追加製造され、計20両となる。1941年の称号改正で原番号順にスユニ30形 (1 - 20) に改称された。その後、11両がスエ30形に改造され、残りは1967年に全車廃車された。

## 戦前の改造

### 試験車
- マヤ39900形（マヤ37形）
  - 0番台
  - :車両性能試験用の試験車。書類上では新製扱いとされているが、実際には瀬田川事故で大破し廃車となったマイネフ37200形（マイネフ37200）を修理の上で改造した車両である。形態的には、天地方向の寸法が小さい側窓や魚腹台枠、TR71台車などにマイネフ37200形の特徴を残していたが、丸屋根で、半式ガーランドベンチレーターが取付けられ、妻面に監視窓があり、出入台下の3か所には階段が設けられるなどの改造が施されていた。試験車としての性格上、その搭載機器は技術の進歩にあわせて順次変化しており、塗装の変化も多かったため、時期によってその印象は大きく異なったものとなった。
1941年の車両称号規程の改正でマヤ37形、1953年の形式称号改正でマヤ38形（2代）に改称され、1975年（昭和50年）に廃車となった。
    - ぶどう色1号時代（1936 - 1959年）
    - :計測機器の多くは1915年にアメリカで製造・輸入され、1937年に廃車となったオヤ6650（旧形式オケン5020）のものを改造して再利用した。牽引力の測定には連結器と直結した油圧式のダイナモメーターを用い、車内の測定室には速度や牽引力、各部圧力や温度、電圧など試験対象となる機関車の運転状況を計測し、分析する設備が備えられた。床下には台車横に測定用の補助車輪が取付けられたが、これは試験中のみ線路に接触させ、列車の速度などの測定に使用された[5]。
    - ぶどう色2号時代（1959 - 1965年）
電気機関車やディーゼル機関車が増える一方で蒸気機関車が減少、計測機器が旧式化したことから引張力測定装置以外の機器を撤去し、広い測定台が設けられ、外部より必要な測定機器を持ち込んで試験を行う方式に改められた。車体外部に備えられた電気機関車用の配線設備も元のものを撤去、側面下部に被測定車からの配線を引き込むための電線キセが設けられ、計測用電源を確保するため床下の補助車輪を撤去してディーゼル発電機が取り付けられるなど、形態も大きく変化した[6]。
1962年頃までは主にクヤ99000（←クヤ9020）と併結して交流電気機関車の試験に使用された。その後は単独で交流電気機関車、ディーゼル機関車の試験に用いられることが多かった。
    - 青15号、黄5号帯時代（1965 - 1975年）
床下は魚腹台枠で大型機器の取り付けができないため、RD-15ユニットクーラーが5か所の窓に取り付けられた。この塗色変更と冷房改造が同時か、別の時期に行われたのかは不明である。

他に50番台が存在したがスハ32系に属する。

### 戦時改造車
オハ41形
戦時輸送対応のためオハ31形をセミクロスシート化した車両。4両が戦災廃車され、残った車両はオハ31形に復元された。
オハフ40形
戦時輸送対応のためオハフ30形のデッキ仕切壁を撤去してセミクロスシート化した車両。定員は84名。1両が戦災廃車された。残った車両はオハフ30形に復元された。
マハ37形
戦時輸送対応のためマイネ37 2・4を格下げして三等車に改造した車両。定員は座席79名・立席21名の合計100名。車番は改造前と同一番号である。1両 (4) が戦災廃車された。残った2は1953年の車両称号規程の改正でマハ29形（0番台）に改称され、1964年に廃車された。緩急車形のマイネフ37も格下げ改造の対象となり、マハフ37形（座席73名・立席20名・合計93名）とすることが計画されていたが、終戦を迎えたにより実現せずに終わった。
マハ47形
戦時輸送対応のためマロネ37形（旧マロネ37300形）、マロネフ37形（旧マロネフ37500形）、スシ37形（旧スシ37700形）を格下げして三等車に改造した車両。定員は座席80名・立席20名の合計100名。
種車の形式別に下記に区分される。
- 1 - 6・8 - 18・20 - 25・27・29・30・34 - 43
  - マロネ37形を改造した車両。車番は改造前と同一番号である。戦災で7両が廃車され、13両がマハネ37形に改造され、残りはスロハ38形に改造された。

- 113 - 118・120・122 - 132
  - マロネフ37形を改造した車両。車番は原番号に計画されたマロネ37形改造車の最終番号車となる112を足した番号となっている。戦災や事故で6両が廃車され、11両がスロハ38形に改造された。残った132は1953年の車両称号規程の改正でマハ29形（10番台）に改称され、1964年に廃車された。

- 161 - 171・173 - 198
  - スシ37形を改造した車両。番号は原番号に寝台車改造車の最終番号である160を足した番号となっている。スシ37 12が改造される前に終戦となったため、172が欠番となっている。戦災や事故により6両が廃車された。1両がマヤ38形（初代）に改造され、3両が1953年の車両称号規程の改正前に廃車。残りは1953年の車両称号規程の改正でマハ29形（20番台）に改称された。1967年に廃車された。

他のマハ47形はスハ32系に属する。
スハシ48形
- 31
  - 戦時改造でスシ37 76の調理室と冷蔵箱、物置以外の客室設備を取り払い三等用腰掛を設備して調理室付三等車とした車両で、定員は50名とされた。改造は鷹取工場が担当。種車が食堂車用に台枠を改造しているために出入台を設けることができず、乗降は前後に連結された車両の出入台を利用することとなった。戦後の1946年（昭和21年）に幡生工場で元形式、元番号に復帰した。

他のスハシ48形はスハ32系に属する。

## 戦後の改造

### 戦災廃車
全国で使用された本系列は、太平洋戦争末期の米軍による空襲により、多数が被災し廃車された。また、戦後の混乱期にも事故により一部が廃車されている。これらは、一部がオハ70形客車として復旧されている。
- オハ31形（戦災45両）
  - オハ31 4 → オハ70 18 → スニ75 18 → オエ70 41 → 廃車
  - オハ31 7 → オニ70 1 → 廃車
  - オハ31 11 → オハ70 12 → スニ75 12 → 廃車
  - オハ31 12 → オハ70 13 → スニ75 13 → オエ70 50 → 廃車
  - オハ31 14
  - オハ31 64 → オユニ70 5 → オエ70 62 → 廃車
  - オハ31 114 → オハ70 78 → スニ75 57 → 廃車
  - オハ31 154
  - オハ31 156
  - オハ31 159
  - オハ31 161
  - オハ31 175
  - オハ31 177
  - オハ31 180
  - オハ31 194
  - オハ31 195
  - オハ31 220 → オハ71 114 → スニ75 79 → オエ70 44 → 廃車
  - オハ31 222
  - オハ31 226
  - オハ31 239
  - オハ31 263 → オハ70 23 → スニ75 23 → オエ70 22 → 廃車
  - オハ31 265 → オハ70 3 → スニ75 3 → 廃車
  - オハ31 286 → オハ70 48 → スニ75 38 → 廃車
  - オハ31 312 →　オハ70 9 → スニ75 9 → 廃車
  - オハ31 322
  - オハ31 328 → オハ70 49 → スニ75 39 → スニ75 2039 → 廃車
  - オハ31 334
  - オハ31 345 → オハ70 7 → スニ75 7 → 廃車
  - オハ31 350 → オハ70 57 → スニ75 47 → 廃車
  - オハ31 356
  - オハ31 391 → オハ70 25 → スニ75 25 → オエ70 31 → 廃車
  - オハ31 396
  - オハ31 397 → オユニ70 3 → 廃車
  - オハ31 398 → オハ70 79 → スニ75 58 → スニ75 2058 → 廃車
  - オハ31 400 → オハ70 43 → スニ75 111 → スニ75 151 → 廃車
  - オハ31 405 → オハ70 77 → スニ75 56 → 廃車
  - オハ31 410
  - オハ31 431
  - オハ31 453 → オハ70 1 → スニ75 1 → オエ70 29 → 廃車
  - オハ31 460
  - オハ31 471 → オハ70 2 → スニ75 2 → 廃車
  - オハ31 479 → オハ71 51 → スニ75 41 → 廃車
  - オハ31 481
  - オハ31 495
  - オハ31 501 → オハ70 39 → スニ75 31 → 廃車
- オハ41形（戦災4両）
  - オハ41 11（オハ31 52） → オハ70 100 → スニ75 76 → 廃車
  - オハ41 22（オハ31 91）
  - オハ41 33（オハ31 244）
  - オハ41 45（オハ31 256） → オハ70 11 → スニ75 11 → オエ70 18 → 廃車
- オハフ30形（戦災6両+事故2両）
  - オハフ30 14 → オハ70 16 → スニ75 16 → オエ70 54 → 廃車
  - オハフ30 28
  - オハフ30 34（事故）
  - オハフ30 57 → オニ70 2 → オエ70 30 → 廃車
  - オハフ30 84（事故）
  - オハフ30 103
  - オハフ30 111
  - オハフ30 123
- オハフ40形（戦災1両）
  - オハフ40 10（オハフ30 92）
- オロ31形（戦災19両）
  - オロ31 19 → オユニ70 2 → 廃車
  - オロ31 20 → オハ70 62 → スニ75 52 → 廃車
  - オロ31 21
  - オロ31 22
  - オロ31 26
  - オロ31 28
  - オロ31 35
  - オロ31 36 → オニ70 5 → オエ70 21 → 廃車
  - オロ31 38 → オニ70 6 → オエ70 8 → 廃車
  - オロ31 40
  - オロ31 42
  - オロ31 73 → オハ70 15 → スニ75 15 → 廃車
  - オロ31 77 → オハ70 85 → スニ75 62 → 廃車
  - オロ31 78
  - オロ31 85
  - オロ31 96
  - オロ31 103 → オハ70 40→ スニ75 32→ スニ75 2032→ 廃車
  - オロ31 135
  - オロ31 142 → オユニ70 1 → 廃車
- オロハ30形（戦災3両+事故1両）
  - オロハ30 1（事故）
  - オロハ30 5
  - オロハ30 18 → オハ70 10 → スニ75 10 → オエ70 45 → 廃車
  - オロハ30 36　→　オニ70 3 → オエ70 1 → 廃車
- マハ37形（戦災1両）
  - マハ37 4（マイネ37 4）
- マハ47形（戦災18両+事故1両）
  - マハ47 6（マロネ37 6） → マニ77 1 → マニ78 1 → スエ78 1 → 廃車
  - マハ47 8（マロネ37 8） → オハ77 13 → オハ78 13 → マユニ78 4 → 廃車
  - マハ47 12（マロネ37 12） → オハ77 30 → オハ78 30 → マユニ78 29 → 廃車
  - マハ47 13（マロネ37 13） → オハ77 12 → オハ78 12 → マユニ78 3 → スエ78 12 → 廃車
  - マハ47 15（マロネ37 15） → オハ77 4 → オハ78 4 → マユニ78 17 → 廃車
  - マハ47 21（マロネ37 21）
  - マハ47 38（マロネ37 38）
  - マハ47 114（マロネフ37 2） → オハ77 23 → オハ78 23 → マユニ78 9 → スエ78 6 → 廃車
  - マハ47 115（マロネフ37 3） → オハ77 27 → オハ78 27 → マユニ78 28 → 廃車
  - マハ47 125（マロネフ37 13・事故） → マニ77 6 → マニ78 5 → スエ78 10 → 廃車
  - マハ47 126（マロネフ37 14） → オハ77 28 → オハ78 28 → マユニ78 11 → スエ78 13 → 廃車
  - マハ47 128（マロネフ37 16） → オハ77 1 → オハ78 1 → マユニ78 1 → スエ78 4 → 廃車
  - マハ47 131（マロネフ37 19）
  - マハ47 166（スシ37 6）
  - マハ47 174（スシ37 14）
  - マハ47 175（スシ37 15） → マニ77 2 → マニ78 2 → 廃車
  - マハ47 176（スシ37 16） → オハ77 14 → オハ78 14 → マユニ78 5 → 廃車
  - マハ47 193（スシ37 33） → オハ77 26 → オハ78 26 → マユニ78 10 → スエ78 7 → 廃車
  - マハ47 198（スシ37 38）
- マロネフ37形（事故1両）
  - マロネフ37 9（事故）
- オハニ30形（戦災8両）
  - オハニ30 11 → オハ70 61 → スニ75 51 → 廃車
  - オハニ30 21
  - オハニ30 22
  - オハニ30 23
  - オハニ30 26
  - オハニ30 30 → オハ70 86 → スニ75 63 → スニ75 2063 → 廃車
  - オハニ30 36
  - オハニ30 47 → オハ70 38 → スニ75 30 → 廃車
- スニ30形（戦災9両？+事故7両？）
  - スニ30 3（事故）
  - スニ30 5（事故）
  - スニ30 15（事故） → オニ70 7 → オエ70 24 → 廃車
  - スニ30 18 → 松尾鉱業鉄道オハフ9
  - スニ30 23 → オハ70 74 → スニ75 53 → オエ70 32 → 廃車
  - スニ30 34 → オハ70 75 → スニ75 54 → 廃車
  - スニ30 42 → オハ70 17 → スニ75 17 → オエ70 42 → 廃車
  - スニ30 43（事故） → オハ70 84 → スニ73 6 → オエ70 43 → 廃車
  - スニ30 54（事故）
  - スニ30 59（事故） → オハ70 59 → スニ75 49 → オエ70 51 → 廃車
  - スニ30 69 → オハ70 24 → スニ75 24 → オエ70 39 → 廃車
  - スニ30 78 → オハ70 4 → スニ75 4 → 廃車
  - スニ30 89（事故）
  - スニ30 92
  - スニ30 98
- スユ30形（戦災2両+事故1両）
  - スユ30 2（事故）
  - スユ30 15
  - スユ30 18 → オハ70 76 → スニ75 55 → オエ70 34 → 廃車
- カニ37形（戦災2両）
  - カニ37 1 → オハ77 9 → オハ78 9 → マユニ78 13 → スエ78 8 → 廃車
  - カニ37 5 → オハ77 2 → オハ78 2 → マユニ78 2 → スエ78 11 → 廃車

### 進駐軍用改造車
- オイ30形⇒オイネ33形
- :1946年2月にオロ31 2を改造した車両。軍番号1718、軍名称WORCESTER。1947年（昭和22年）3月にオイネ33 1に改造。1950年（昭和25年）3月に特別職用車オヤ28／オヤ50 11に改造された。
- スイネ39形
1 - 1948年（昭和23年）6月にスシ37 12（元48760形スシ48681→37700形スシ37711、マハ47 172に改造予定のところ未施工[7]）を改造した車両。CTS（民間運輸局）の地方視察用車両の提供要請により、改造された。名目上は国鉄の営業車であるため、軍番号を持たない。寝台・会議室・調理室・物置が設けられている。定員未設定。1950年6月には特別職用車スヤ4／スヤ39 1（初代）に改造された[8]。
- マハネ37形
マロネ37形（旧マロネ37300形）を種車とするマハ47 3・4・10・34・36・41・37・11・1・2・43・42・14を改造した、進駐軍兵員輸送用寝台車で、1 - 5・16 - 18・21 - 24・26が該当する。1953年の車両称号規程の改正でマハネ29形（0番台）に改称された（順に3 - 5・8・9・11・10・6・1・2・13・12・7と、マハネ37形の頃とは番号が一致していない）。のちに4両がスヤ39形（0番台）に、3両がカニ29（20番台）に、1両がカニ38形に、残りがマハ29形（70番台）にそれぞれ改造された。
他のマハネ37形はスハ32系に属する。
- オシ32形
1950年にスニ30 36を改造した車両。1956年（昭和31年）に元形式、番号に復元された。

### 二等車（旧三等車）
- オハ31形
  - 511・512
オロ31 48・102を改造した車両。1962年に511が、1966年に512がそれぞれ廃車された。
- オハ30形（2代）
オハ31 310・351・361 - 364を1961年に通勤車化改造した車両。ロングシートでつり革を設けていた。1969年（昭和44年）までに廃車された。
- オハフ31形（2代）
オハ30形（2代）と対をなす緩急車で、種車は71・72。オハフ30形を1961年に通勤車化改造した車両。1969年までに廃車された。
- マハ29形
  - 70 - 74
マハネ29 1・5・7・11・13を改造した車両。1967年までに廃車された。
他の70番台はスハ32系に属する。

他に100番台および150番台が存在したがスハ32系に属する。

### 二等車（旧三等車）（格下げ車）
- オハ26形
オロハ30 3・4・6 - 9・11・12・14・20 - 23・26 - 32・34・35・37・38・43 - 47の一等室を格下げ改造し、二等車とした車両。1966年12月に43が廃車され形式消滅した。
- オハ27形
1961年10月のダイヤ改正で、設備が陳腐化して一等車として使用に問題のある17m鋼製車であるオロ30形とオロ31形を格下げした車両。内部の設備はそのままで改称が実施されたのみであった。
  - 0番台
オロ31 1・2・5・8 - 13・17・18・24・25・27・29・31・33・34・44・46・47・51・52・55 - 60・62 - 64・66・67・69・70・74・75・86 - 94・97 - 100・108・110・112・113・115 - 117・119・125・127・130 - 132・134・138・143を格下げした車両。52がオヤ30 4に改造され、3両が江若鉄道に払い下げとなった。1965年に形式消滅した。
  - 150番台
オロ30 1を格下げした車両。1両のみの存在であった。1963年に廃車となった。
- スハ38形
  - 0番台
スロハ38形（0番台）を格下げした車両。8が欠番だった。1971年（昭和46年）に区分消滅した。
他の0番台はスハ32系に属する。
  - 30番台
スロハ38 33・35・39・41を格下げした車両。1966年までに廃車された。
他の30番台はスハ32系に属する。

他に100番台が存在したがスハ32系に属する。

### 一・二等合造車（旧二・三等合造車）
- スロハ38形
  - 0番台
マロネ37形（旧マロネ37300形）であったマハ47 5・9・16 - 18・20・22 - 25・27・29・30・35・39・40を改造した車両。8が廃車され、残りはスハ38形に格下げされた。
他の0番台はスハ32系に属する。
  - 30番台
マロネフ37形（旧マロネフ37500形）であったマハ47 113・116 - 118・120・122 - 124・127・129・130を改造した車両。4両がスハ38形に格下げされ、残りは廃車された。
他の30番台はスハ32系に属する。

他に100番台が存在したがスハ32系に属する。

### 郵便・荷物車（改造車）
- スニ30形
  - 109
進駐軍に接収されていたスユ30 28を改造した車両。スエ30 29に改造された。
- スユニ30形
  - 21・22
1951年（昭和26年）から1952年にかけてスユ30 4・24を改造した車両。21はスエ30 45に改造され、残った22も1966年に廃車された。
- カニ29形
  - 20番台
1958年（昭和33年）に国鉄長野工場でマハネ29 6・8・10を改造した車両。全車がスエ38形に改造された。
- カニ38形
- :国鉄10系客車#荷物車のカニ38形の項目参照。

### 職用車
- オヤ50形（初代）
1950年3月にオイネ33 1を改造した特別職用車。11のみ存在した。特別職用車番号オヤ28。仙鉄局用。展望室・寝室・調理室があった。特別職用車中では唯一の17m車。1952年6月にオロ31 2に復元された。
- スヤ39形（初代）
1950年6月にスイネ39 1を改造した特別職用車。1のみ存在した。特別職用車番号スヤ4。本庁用。車内設備は図面上スイネ39 1と同等のため、実質的な改造はなかったと見られる。1953年外国人貸切用などに用いた特殊営業用スイ48 1、1953年スイ99 1への改番を経て1960年3月廃車[8]。
- スヤ39形（2代目）
  - 0番台 (2 - 5)
1956年から1957年（昭和32年）にかけて長野、旭川の両国鉄工場でマハネ29 2 - 4・9を改造した工事車。種車の面影を多く残していた。室内は大幅に改造され、畳敷きの二段式寝台が通路の両側に4組ずつ設置されていた。その他、食堂[注釈 8]、調理室、物置などが完備され、職員の長期滞在に備えていた。4・5はさらに更衣室と事務室が設置された。1971年に廃車された。

他に1・11・21・31が存在したが1・11・31はスハ32系に属し、21は供奉車400号を改造したものである。
- オヤ27形
1960年から1961年にかけてオハ31 23・24を改造した工事車。室内は大きく改造され宿泊用設備などが整えられていた。北海道地区で使用され、1976年（昭和51年）までに廃車となった。
- オヤ30形
1960年から1963年にかけて高砂などの国鉄工場で改造した職員輸送車。1983年（昭和58年）までに廃車された。
  - 0番台
    - 1
オロハ30 15を改造した車両。
    - 2・3
オハ31 31・73を改造した車両。
    - 4
オハ27 52を改造した車両。オロ31形の時代に工場の失火により被災した車両を復旧したものといわれ、丸屋根になっていた。

  - 5 0番台
オハフ30 23・24・30・38・87・88を改造した車両。1968年（昭和43年）に廃車された。

### 保健車
- マヤ38形（初代）
1950年にマハ47 163を改造した診療車（保健車）。国鉄職員の健康診断を行うための巡回車両。1953年の形式称号改正でマヤ29 1に改番された。1972年（昭和47年）に廃車された。

### 試験車
- コヤ90形
1961年に国鉄大船工場でオロ31 104を改造した新幹線車両輸送限界測定用の試験車。
東海道新幹線の開業を控え、在来線を使用して車両メーカー各社から車両基地まで新幹線車両を輸送する際に、輸送経路上の各線の地上施設の建築限界が、在来線の車両限界より最大長、最大幅共に大きい新幹線規格の車体の輸送に支障がないか、事前に調査するために用意された車両である。
外観は車体が撤去されているため種車の面影はほとんどない。台枠は中央部分で延長され、台車心皿間の長さは新幹線車両に合わせてあった。
矢羽根は車両中央部および両端に設置され、その動きは添乗員が直接目視して確認した。また両端の矢羽根は連結器より外側に設置されているため、実際の使用に際しては前後に長物車を控車として連結する必要があった。
ブレーキ管の引き通しはあったが、ブレーキ装置の搭載は省略されていた。車体塗色は黄1号。東日本旅客鉄道（JR東日本）が継承したが、1990年（平成2年）に廃車となった。

### 配給車
- オル30形
スニ30形・スユ30形を種車として改造された配給車である。
郵便取扱設備や仕切壁などを撤去した車室の中央には配給物資を載せるための棚が設けられ、資材局から各区所に支給される配給物資などを載せて運用された。
配送先区所により貨物列車に併結されて移動することがあるため、車体側面には貨車と同様の票差しが取り付けられているのが特徴である。
また、長期間の乗務に対応するために旧車掌室を拡大して設けられた添乗員室には、寝台や執務用机、調理用の流し、石炭ストーブが設置されていた。
車内の設備の違いにより、下記の番台に区分される。
  - 0番台
1957年から1961年にかけて幡生・長野の各国鉄工場で改造されたグループで、スニ30 45・99、スユ30 3・6 - 8・11・13・22・29の計10両に施工された。
施工時に便所が撤去されていたのが特徴である。
一部の車両は荷物室の側扉が1,800 mm幅の両開き式に改造されていた。
改造後は各地の資材局に配置され、1985年（昭和60年）までに廃車となり形式消滅となった。
  - 100番台
1958年から1960年にかけて旭川・長野の各国鉄工場で改造されたグループで、スユ30 1・12・16・17・20に施工された。
施工時に便所が撤去されずに存置されていたのが特徴である。
1,500 mm幅の側扉を1,000 mm幅に改造したものとそのままとしたものが存在した。
改造後は各地の資材局に配置され、1971年までに廃車となり区分消滅した。
- オル31形
1957年から1966年にかけて旭川、幡生、松任、盛岡、長野、大船、大宮、多度津、土崎の各国鉄工場で改造された。
種車が座席車であることから施工時に資材搬出入用の側扉が設けられ、座席などを撤去した車室の中央には配給物資を載せるための棚が設けられ、資材局から各区所に支給される配給物資などを載せて運用された。
配送先区所により貨物列車に併結されて移動することがあるため、車体側面には貨車と同様の票差しが取り付けられていたのが特徴である。
また長期間の乗務に対応するために添乗員室が設けられ、寝台や執務用机、調理用の流し、石炭ストーブなどが設置されていた。
車内の設備の違いにより、下記の番台に区分される。
  - 0番台
改造施工時に便所が撤去されたグループである。
番号と種車の対照は下記のとおりである。
    - 1 - 25・28 - 45・47・49 - 51
種車がオハ31 1・5・20・38・67 - 71・77・79・98・109・110・127・131・145・149・151・152・155・186・190・192・208・209・228・232・238・270・273・285・288・308・331・332・353・388・389・412・461・470・474・475・484のグループである。
    - 46
オロ31 54を種車にして改造した車両である。
    - 48・52・53
種車がオハフ30 41・85・95のグループである。

改造後は各地の資材局に配置され、1972年までに廃車となり区分消滅した。
  - 200番台
改造施工時に便所が存置されたグループである。
番号と種車の対照は下記のとおりである。
    - 201 - 220
種車がオハ31 6・9・10・17・39・65・158・185・206・309・319・339・347・357・372・387・426・430・465・491のグループである。
    - 221 - 223
種車がオハフ30 1・3・12のグループである。

改造後は各地の資材局に配置され、1977年（昭和52年）までに廃車となり形式消滅となった。
他に26・27が存在したがオハ30形に属する。

### 救援車

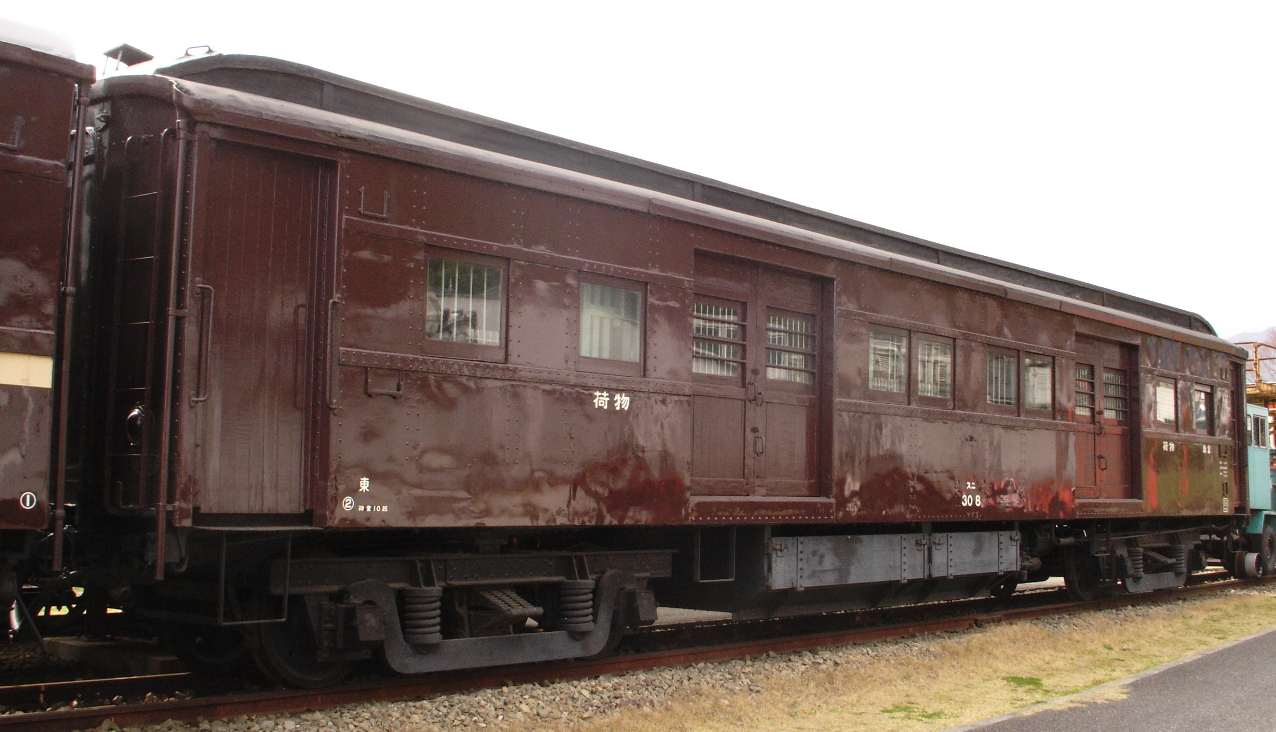
スエ30 8

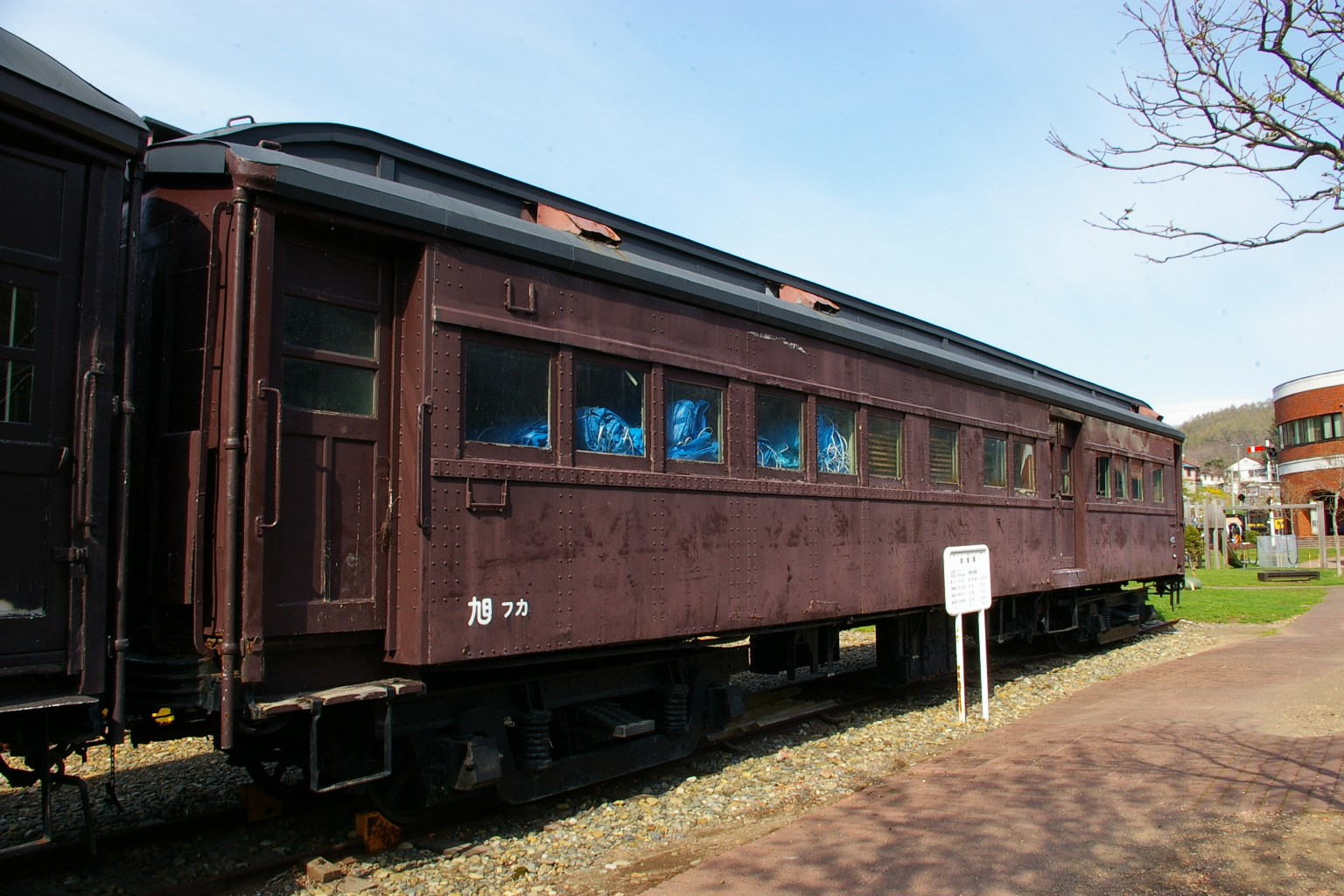
スエ30 41

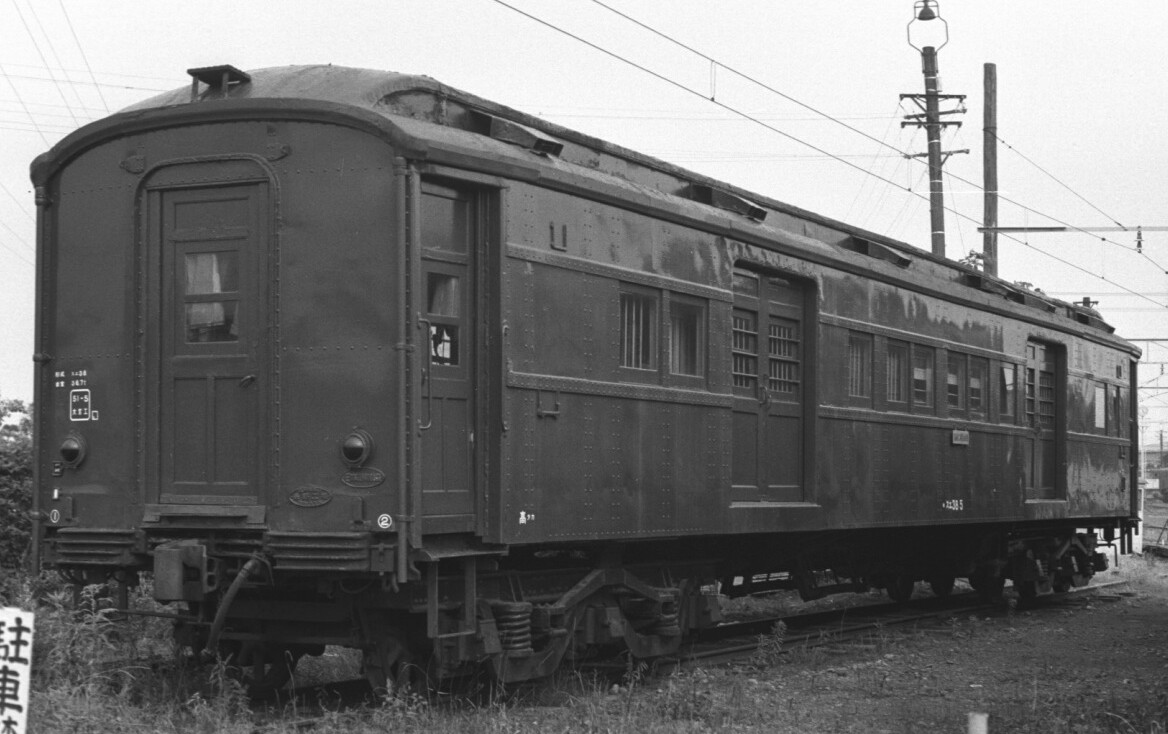
スエ38 5、高崎第二機関区（1978年）

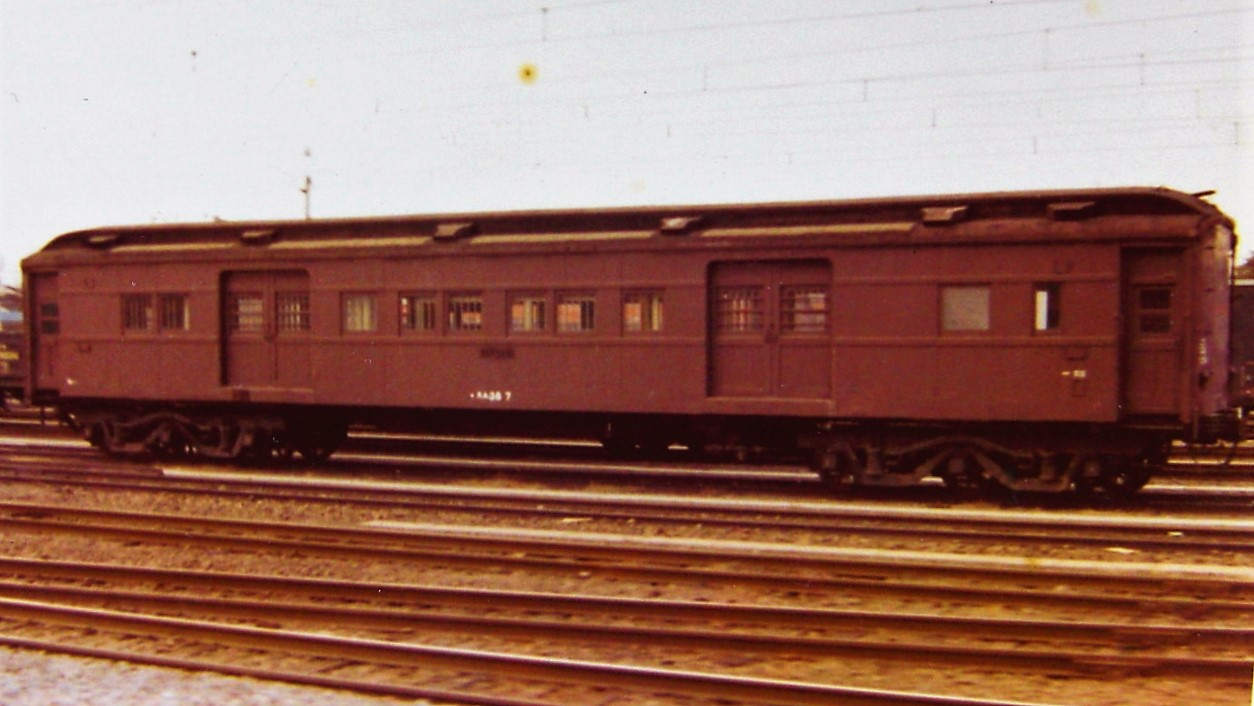
スエ38形の中で最後（1982年）まで残存した38 7　茅ヶ崎機関区

- スエ30形
  - 1
1953年の車両称号規程の改正でオヤ9920形（オヤ9920）を改称した車両。
旧形式の「オヤ9920」は本来雑形の木製3軸ボギー車に与えられる番号であるが、これは書類上の種車を示すものであり、実際には現車の状態が悪かったために非公式に振替が行われており、実際の種車とは一致しない。
1947年に国鉄長野工場でスニ9750形（スニ9755）[注釈 9]を改造して救援車とすることとなったが、実際の改造にあたっては前年に事故廃車となったオハ34 45（元スハネ30100形→スハネ31形）の車体の状態が良かったことから、こちらが種車とされた。
車歴上のルーツはともかく、実際にはスハネ30100形として製造された車両であるため、長形台枠を備え、丸屋根でリベットの少ない車体でTR23台車を装着するなど、スハ32系丸屋根車としての特徴を明確に備えていた。
1953年の称号改正で雑形客車としての旧形式から改称される際に、本来のスハ32系としての形式ではなく一世代古いオハ31系としての形式が与えられた理由は不明である。
1968年10月に廃車された。
  - 2以降
長野、幡生、大船、多度津、盛岡、小倉、大宮、名古屋、土崎、旭川、高砂、鹿児島、五稜郭の各国鉄工場で改造。
一部窓が埋められたり、ベンチレーターが撤去された車両もあった。
    - 2・3・5 - 7
1960年から1961年にかけてスユ30 5・14・21・26・27を改造した車両。1987年（昭和62年）2月に2が廃車され区分消滅した。
    - 4・14・15・20 - 25・46・59・60
1960年から1967年にかけてスユニ30 1 - 4・7・11・12・17・18・20を改造した車両。46はスユニ30 21を再改造した。1987年2月に15が廃車され区分消滅した。
    - 8 - 13・16 - 19・26 - 39・42 - 45・47・48・50・51・55・57・58
1960年から1964年にかけてスニ30 8・11・17・19・29・31・41・44・49・50 - 52・56 - 58・61・64 - 66・71・73・76・79・80・82・88・90・94・95・104 - 107・109を改造した車両。29はスニ30 109を再改造した。
44はオハニ30形から改造された52と振り替えられていた。48はマニ36 303と振り替えられ車体長が20mの切妻形となっていたため、車歴上は別として実車は本系列には属さない。
1987年2月10日付で9が廃車され区分消滅した。

- -     - 40・41・49・52 - 54
1962年から1964年にかけてオハニ30 5・15・19・29・48・49を改造した車両。1986年（昭和61年）3月に41が廃車され区分消滅。
    - 56
1964年にオハ31 198を改造した車両。1975年12月に廃車。
    - 62

- -     - 1967年にオル31 41を再改造した車両。1982年（昭和57年）11月に廃車。

- スエ38形
大宮、旭川、新小岩の各国鉄工場で改造。
外観は種車とほぼ同じだが、妻面に窓を増設、あるいは貫通扉を鉄板で塞いで非貫通形とした車両もあった。
  - 1 - 4
1962年から1963年にかけてカニ29 11 - 13・16を改造した車両。1980年（昭和55年）12月に3が廃車され区分消滅した。
  - 5 - 7
1963年から1964年にかけてカニ29形（20番台）を再改造した車両。1982年3月に7が廃車され区分消滅した。
  - 8
国鉄10系客車#救援車のスエ38形の項目参照。

## 譲渡車
以下の各車両が各社に払い下げられている。
- 日曹炭鉱天塩砿業所専用鉄道
  - オハ31 196
- 三菱鉱業美唄鉄道線
  - オロハ30 1
  - 二等室を撤去し、オハフ9と付された。
- 津軽鉄道
  - オハ31 26・51・75
- 茨城交通湊線
  - オハ31 124・130
  - オハフ30 7・128
- 江若鉄道
  - オハ27 92・110・117

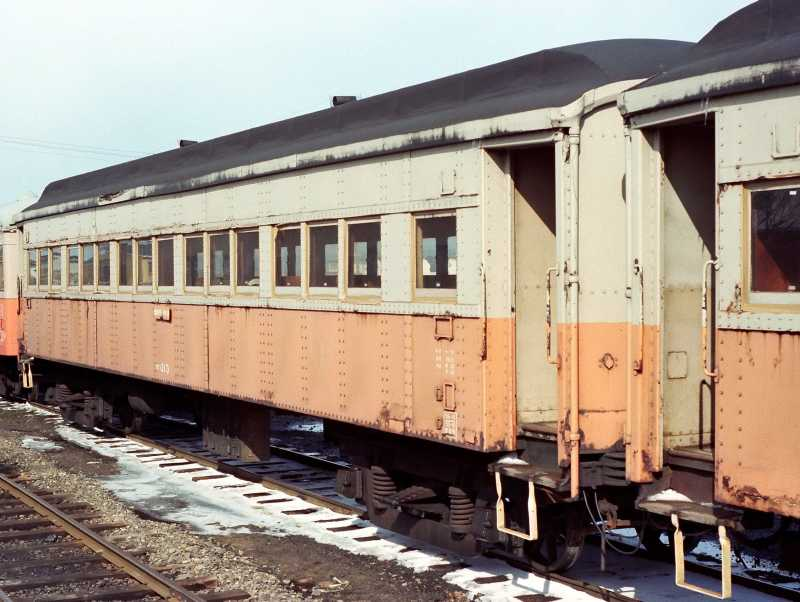
津軽鉄道に譲渡されたもの。同社番号オハ31 3（1983年）

  - 譲渡年とその前後から、オハ2763 - 2765と付された。
- 倉敷市交通局
  - オハ31 27・47・182
  - オハフ30 6
- 高松琴平電気鉄道
  - オハ31 137・290
  - 台枠のみ使用し車体を新造、制御車として使用された。
- 日立製作所水戸工場（接続勝田駅）
  - オハ31 62・306・464
  - 全車片側中央に出入口を増設。便所、洗面所撤去。ロングシート化。[12]

## 保存車
| 番号      | 所在地                                                | 備考 |
| --------- | ----------------------------------------------------- | --- |
| スエ30 41 | 北海道三笠市幌内町2丁目287 三笠鉄道記念館             | |
| スエ38 3  | 茨城県筑西市 ※非公開                                  | 個人所有・非公開 |
| スニ30 8  | 群馬県安中市松井田町横川 碓氷峠鉄道文化むら           | スエ30 9を復元の上で保存している。 |
| オハ31 26 | 埼玉県さいたま市大宮区大成町3丁目47 鉄道博物館        | 1960年に津軽鉄道に譲渡されオハ311となり、1983年に廃車後、沿線の芦野公園に保存されていたが、2006年（平成18年）7月に搬出され、製造当時の姿に復元した上で現在地に保存された。 |
| スニ30 95 | 愛知県名古屋市港区金城ふ頭3丁目2-2 リニア・鉄道館     | 1987年に廃車となったスエ30 8を復元し佐久間レールパークに保存されたが、同館の閉館に伴い移設された。                                                                         |
| スエ30 2  | 大阪府大阪市東淀川区 網干総合車両所宮原支所 ※解体済み | 2015年5月25日解体 |

## その他
鉄道省、国鉄では同級の17 m級鋼製客車として他にオハ30形、オハフ31形（いずれも初代）、オハフ36形が存在したが、これらはいずれも本系列とは構造が異なる。
関水金属がC50形蒸気機関車とともに、日本で初めてNゲージ鉄道模型として製品化した。